# Petko Petkov (labdarúgó)
Petko Petkov, bolgárul: Петко Петков (Szinitovo, 1946. augusztus 3. – Sztara Zagora, 2020. január 10.) válogatott bolgár labdarúgó, csatár.

## Pályafutása

### Klubcsapatban
1963–64-ben a Rodopa Szmoljan, 1964–65-ben a Minyor, 1965 és 1967 között a Gorubszo Madan, 1968 és 1977 között a Beroe Sztara Zagora, 1977–78-ban az Akademik Szvistov, 1978 és 1980 között ismét a Beroe labdarúgója volt. 1981–82-ben az osztrák Austria Wien játékosa volt. 1982–83-ban a Beroe csapatában fejezte be az aktív labdarúgást.
A Beroe játékosaként az 1973–74-es és az 1975–76-os idényben a bolgár bajnokság gólkirálya lett 20 illetve 19 góllal. Az Austriával egy-egy bajnoki és osztrákkupa-győzelmet ért el.

### A válogatottban
1970 és 1980 között 33 alkalommal szerepelt a bolgár válogatottban és öt gólt szerzett.

### Edzőként
1983 és 1985 között a Beroe Sztara Zagora, 1986–87-ben az Akademik Szvistov, 1987 és 1989 között ismét a Beroe vezetőedzője volt. A Beroe csapatával 1984-ben bolgárkupa-győztes lett.

## Sikerei, díjai

### Játékosként
Beroe Sztara Zagora
- Bolgár bajnokság
  - gólkirály (2): 1973–74 (20 gól), 1975–76 (19 gól)

 Austria Wien
- Osztrák bajnokság
  - bajnok: 1980–81
- Osztrák kupa
  - győztes: 1982

### Edzőként
Beroe Sztara Zagora
- Bolgár kupa
  - győztes: 1984